# Jiří Mucha

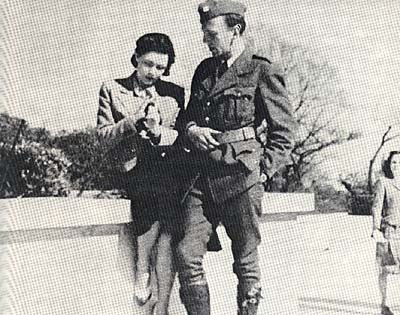
Jiří Mucha (rechts) mit Vítězslava Kaprálová

Jiří Mucha (* 12. März 1915 in Prag, Böhmen; † 5. April 1991 ebenda) war tschechoslowakischer Schriftsteller, Publizist und Drehbuchautor.

## Leben
Der Sohn des Malers und Graphikers Alfons Mucha arbeitete zum Zeitpunkt der deutschen Besetzung der Tschechoslowakei Anfang 1939 als Journalist in Paris. Im Zweiten Weltkrieg floh er nach England und arbeitete als Kriegsberichterstatter für die Londoner BBC. Nach seiner Rückkehr in die Tschechoslowakei veröffentlichte er sein aufsehenerregendes Erstlingswerk Most (Die Brücke). 1951 wurde er aus politischen Gründen von der kommunistischen Regierung zu sechs Jahren Zuchthaus und Zwangsarbeit in Kohle- und Uranbergwerken verurteilt, wo er überwiegend als Arzt arbeitete und 1955 amnestiert wurde, später wurde er  rehabilitiert.

## Mitgliedschaften
Nach 1989 war Mucha Vorsitzender des P.E.N.-Clubs der demokratischen Tschechoslowakei.

## Werke

### Romane
- Most (1946) (Schicksale tschechoslowakischer Soldaten in der französischen Armee zu Beginn des Zweiten Weltkrieges) ISBN 80-85876-19-1
- Oheň proti ohni (1947) (Tagebuch über Kriegsoperationen an verschiedenen Fronten mit Erinnerungen an seine Zeit als Kriegsreporter 1943 bis 1945) ISBN 80-7281-032-4
- Spálená setba (1948) (Erinnerungen des Autors an die Rückkehr in seine Heimat, mit Berichten über die Ereignisse des Weltkrieges aus der Sicht von Soldaten und Menschen, die im Protektorat lebten). ISBN 80-7281-061-8
- Pravděpodobná tvář (Eines der erfolgreichsten Bücher Muchas, in welchem die Atmosphäre der 50er Jahre in der Tschechoslowakei beschrieben wird, die Zeit der Angst, Verhöre und Inhaftierungen, zum Teil autobiographisch). ISBN 80-7281-115-0
- Podivné lásky (Schildert das Leben der tschechischen Emigranten zu Beginn des Zweiten Weltkrieges in Frankreich und seine erste Ehe mit der Komponistin Vítězslava Kaprálová) ISBN 80-7281-161-4
- Čím zraje čas / Černý a bílý New York (Zwei Bücher über die publizistische Tätigkeit des Schriftstellers) ISBN 80-7281-100-2
- Problémy nadporučíka Knappa (Erzählerischer Zyklus aus den Anfängen des Zweiten Weltkrieges schildert die Erlebnisse tschechoslowakischer Soldaten in Diensten fremder Armeen). ISBN 80-7281-007-3
- Skleněná stěna / Válka pokračuje (Beschreibung der Zustände in der Tschechoslowakei nach der Machtübernahme durch die Kommunisten vor 1951) ISBN 80-7281-076-6
- Věčná zahrada (Autobiographisches Leben eines Menschen, der in Gedanken durch die Geschichte seines Landes wandert). ISBN 80-7281-107-X

### Deutschsprachige Literatur
- Alfons Mucha. Ein Künstlerleben. (Originaltitel: Kankán se svatozáří. Životopis Alfonse Muchy, Obelisk, Praha 1969, übersetzt von Gustav Just). Volk und Welt, Berlin 1986. ISBN 3-353-00015-1 (Monographie seines Vaters, des weltbekannten Jugendstil-Malers Alfons Mucha, über sein erfolgreiches Leben und Schaffen in Paris und dessen Freundschaft mit dortigen Spiritisten Sarah Bernhardt und Camille Flammarion, sowie seine Rückkehr in die Vorkriegs-Tschechoslowakei. Mit zahlreichen Fotodokumentationen).
- Kalte Sonne (Originaltitel: Studené slunce, übersetzt von Dorothea Gräfin Razumovsky). Goverts, Stuttgart 1969
- Rückkehr nach Ninive [Roman] (Originaltitel: Spálená Setba, übersetzt von Eduard Kleinschnitz). S. Fischer, Frankfurt am Main 1950.

### Filmografie
- Weg zu Dir (Roztržka), 1956, Drama (Drehbuch gemeinsam mit Zbyněk Brynych, Miroslav Hubáček) – Alltägliche Geschichten in einer alltäglichen Ehe.
- Povodeň (1958)
- Noční návštěva (1958) – Kurzfilm
- První a poslední (1959)
- Auf geheimer Welle (Kohout plaší smrt) 1961, Spionagefilm (Drehbuch gemeinsam mit Vladimír Čech und Luděk Stanek)
- Vánice (1962)
- Seine Majestät – Kollege König (Král králů), 1963, Drama – Alois König, dargestellt von Vladimír Leraus, Monteur in einem Prager Werk, wird Thronerbe des Königs Muhammad VI. al-Habib
- Flám (1966) – Mitarbeit an Dialogen
- Mučedníci lásky (1966)
- Sedm havranů (1967)